# El Paujíl
El Paujíl – miasto w Kolumbii, w departamencie Caquetá.